# Keteloorlog
De Keteloorlog is de spotnaam voor een diplomatiek conflict in de jaren 1781–1785 tussen de Oostenrijkse Nederlanden en de Republiek der Zeven Verenigde Nederlanden. De spotnaam verwijst naar een incident op de Westerschelde, waarbij twee handelsschepen de sluiting van de Schelde probeerden te doorbreken. Oostenrijk en de Republiek maakten zich op voor oorlog, maar sloten uiteindelijk het Verdrag van Fontainebleau (1785).

## Beëindiging van het Barrièretraktaat (1781–1782)
Sinds de renversement des alliances (1756) wilde Oostenrijk een punt zetten achter het Barrièretraktaat. Oostenrijk droeg niet meer bij aan de kosten van de Staatse garnizoenen, maar de buitenlandse militaire aanwezigheid maakte een protectionistisch beleid onmogelijk. Het Oostenrijkse bewind wilde al decennialang de import vanuit de Republiek en Groot-Brittannië belasten, om de eigen nijverheid te bevorderen. In 1780 werd keizer Jozef II de nieuwe landsheer van de Oostenrijkse Nederlanden. In zijn gebieden wilde hij belangrijke hervormingen doorvoeren.
Voor de Republiek kwam het moment ongelegen vanwege de Vierde Engels-Nederlandse Oorlog. Bovendien begonnen de Patriotten te publiceren over hun nieuwe visie op het binnenlandse beleid. In november 1781 liet Jozef II weten dat hij de versterkingen in de Barrièresteden wilde slopen, waarna deze niet langer bemand hoefden te worden. De Staten-Generaal gingen akkoord om de versterkingen te ontruimen, behalve Namen dat gemoderniseerd was en strategisch lag aan de Maas en de Samber. De Republiek kon echter, noch juridisch noch militair, vasthouden aan Namen. Begin maart 1782 verlieten de laatste manschappen de Naamse versterkingen. De Staten-Generaal gaven daarbij aan dat dit niet betekende dat ze afstand deden van hun economische inspraak.

## De grens met Staats-Vlaanderen (1783)
Het Barrièretraktaat bevatte ook enkele grenscorrecties. Bij Sluis verkreeg de Republiek uitwateringssluizen waarmee ze inundaties kon veroorzaken. Bij Philippine kreeg het garnizoen de controle over een ruimere perimeter. Het precieze traject van de nieuwe grenzen werd echter nooit belopen. Oostenrijk hield daarom vast aan de laatste grensbeschrijving van 1664, terwijl de Republiek de algemene richtlijnen van 1718 hanteerde. Dit veroorzaakte talrijke conflicten tussen functionarissen, die daarbij gebruik maakten van machtsvertoon, geweld, inbeslagname en gevangenisstraffen.
In een van de betwiste zones bevonden zich de schansen Sint-Donaas, Sint-Job en Sint-Paul. Om te onderstrepen dat de grens van 1718 niet erkend werd, stuurde het Zuiden een regiment naar de schansen (4 november 1783). De Staatse wachten – een tiental soldaten – werden naar Sluis gestuurd. De schansen werden onmiddellijk geslecht, en de zone werd opgenomen in de Oostenrijkse belastingrollen. Op 1 januari 1784 werd besloten tot een nieuwe uitwateringssluis in dit gebied (de sluis op het Hazegras) waardoor het Zuiden het waterbeheer in eigen handen kreeg.

## De sluiting van de Schelde (1784)
Sinds de splitsing van de Nederlanden, bevestigd in de Vrede van Münster (1648), waren Zuidelijke schepen op de Westerschelde verplicht om hun ladingen over te dragen aan Noordelijke schepen. In commerciële kringen en in de internationale politiek bleef deze bepaling omstreden. Toen de Verdragen van Parijs en Versailles (3 september 1783) de Mississippi aanwezen als nieuwe grens tussen de Verenigde Staten en de Europese kolonies, oordeelden alle betrokken partijen dat de grensrivier vrij moest blijven van tol en verplichtingen, teneinde de handel te bevorderen. In de Zuidelijke Nederlanden hoopte men dat de gebeurtenis een precedent schiep om vrije doorvaart over de Westerschelde te eisen.
Jozef II kon moeilijk nieuwe onderhandelingen openen over de Vrede van Münster, maar bundelde de kwestie met andere heikele punten. Op 4 mei 1784 presenteerde Belgiojoso een tableau sommaire des droits et prétentions de Sa Majesté Impériale. Dit overzicht herinnerde onder andere aan het Verdrag van Den Haag (1673). Toen besloten de Spaanse Nederlanden om de Republiek te helpen in de Hollandse Oorlog, in ruil voor Maastricht. De beloofde overdracht werd echter geweigerd in 1678 en 1687. Voor de Republiek was het vooruitgeschoven Maastricht een belangrijke vesting.
De Franse diplomaat Vergennes probeerde te bemiddelen. Hij was voorstander van een regeling waarbij handelswaren overgeladen konden worden op schepen met keizerlijke vlag, en deze schepen zeewaarts mochten varen. De haven van Antwerpen bleef dus beperkt tot een binnenhaven, maar het overladen zou ten goede komen aan Zuidelijke schippers. Op 23 augustus liet Oostenrijk weten dat het de Franse oplossing als "aanvaard" beschouwde. De Staten-Generaal protesteerden. De Admiraliteit van Zeeland stuurde slagschepen naar Vlissingen en Saeftinghe.

## Incident op de Westerschelde (eind 1784)
Belgiojoso liet aan de Republiek weten dat rond 6 oktober twee schepen de Westerschelde zouden opvaren, een in elke richting. Het waren ongewapende handelsschepen, onder keizerlijke vlag. Hij benadrukte dat het terugsturen gezien zou worden als een oorlogsverklaring.
Op 6 oktober vertrok de brik le Louis vanuit Antwerpen. Bij het fort Sint-Filips legde hij aan om zavel te laden. In de ochtend van 8 oktober passeerde hij Saeftinghe. De schoener de Dolphyn beval le Louis aan te leggen, maar de bemanning had orders gekregen om voorbij te zeilen. De Dolphyn loste een waarschuwingsschot met los kruit, vervolgens ook met een kanonskogel. Uiteindelijk vuurde hij een salvo over het scheepsdek. Daarbij werd de grote ketel van het schip getroffen. De bemanning had dit niet verwacht en gaf zich gewonnen. Le Louis werd begeleid naar het fregat de Polux en kon enkele dagen later terugvaren naar Antwerpen. Op 8 oktober vertrok vanuit Oostende een andere brik, genaamd l'Attente oftewel de Verwagtinge. Op 15 oktober stond hij oog in oog met de slagschepen voor Vlissingen. Er werden geen schoten gelost. Het schip werd teruggestuurd.
Het Oostenrijkse bewind maakte zich klaar voor een gewapend offensief, maar stemde uiteindelijk in met het Verdrag van Fontainebleau (1785).